# Гоцкий, Александр Геннадьевич
Алекса́ндр Генна́дьевич Го́цкий (род. 25 октября 1947) — советский бегун-марафонец, выступавший в 1970-х годах. Победитель и призёр ряда крупных легкоатлетических стартов на шоссе, обладатель бронзовой медали VI летней Спартакиады народов СССР в Москве, участник летних Олимпийских игр в Монреале. Представлял город Минск и спортивное общество «Урожай». Мастер спорта СССР.

## Биография
Александр Гоцкий родился 25 октября 1947 года в селе Островки Барановичской области Белорусской ССР.
Занимался лёгкой атлетикой в Минске, состоял в добровольном спортивном обществе «Урожай».

Я, если честно, и сам толком не знаю, почему начал бегать марафоны. Стечение обстоятельств. В юности хорошо ездил на велосипеде, три года был в сборной страны по лыжным гонкам. Потом получил травму и пришлось переходить на бег. Я ведь на заводе тогда работал — инженером. Нужно было, как говорится, представлять коллектив на соревнованиях. Представил так, что выполнил норматив мастера спорта по марафонам.
— Александр Гоцкий
Впервые заявил о себе на марафонской дистанции весной 1972 года, когда с результатом 2:20:00 занял 13-е место на Кубке СССР в Ужгороде.
В 1974 году был седьмым на марафоне в Ужгороде (2:17:30) и четвёртым на чемпионате СССР в Клайпеде (2:17:16).
В 1975 году одержал победу на чемпионате Украинской ССР в Ужгороде (2:14:23), завоевал бронзовую медаль на чемпионате страны в рамках VI летней Спартакиады народов СССР в Москве (2:16:32), занял 17-е место на Кошицком марафоне (2:20:08).
В мае 1976 года с личным рекордом 2:12:40 стал вторым на Дембненском марафоне. Благодаря череде удачных выступлений удостоился права защищать честь страны на летних Олимпийских играх в Монреале — в программе марафона показал результат 2:15:34, расположившись в итоговом протоколе соревнований на девятой строке. Также в этом сезоне вновь пробежал Кошицкий марафон, где на сей раз с результатом 2:19:52 финишировал пятым.
После монреальской Олимпиады Гоцкий ещё в течение некоторого времени оставался действующим спортсменом и продолжал принимать участие в различных легкоатлетических стартах на шоссе. Так, в 1978 году он стартовал на чемпионате СССР по марафону в Москве — показал время 2:19:28, став восьмым. Позже занял второе место на марафоне в Сочи (2:19:41), победил на марафоне в Ашхабаде (2:18:30).
Впоследствии работал в Республиканском центре олимпийской подготовки по лёгкой атлетике, занимал должность начальника учебно-спортивного отдела.